# Phallotorynus psittakos
Phallotorynus psittakos är en fiskart som beskrevs av Lucinda, Rosa och Roberto Esser dos Reis 2005. Phallotorynus psittakos ingår i släktet Phallotorynus och familjen Poeciliidae. Inga underarter finns listade i Catalogue of Life.